# Saint-Jeure-d'Ay
Saint-Jeure-d'Ay is een gemeente in het Franse departement Ardèche (regio Auvergne-Rhône-Alpes) en telt 380 inwoners (1999). De plaats maakt deel uit van het arrondissement Tournon-sur-Rhône.

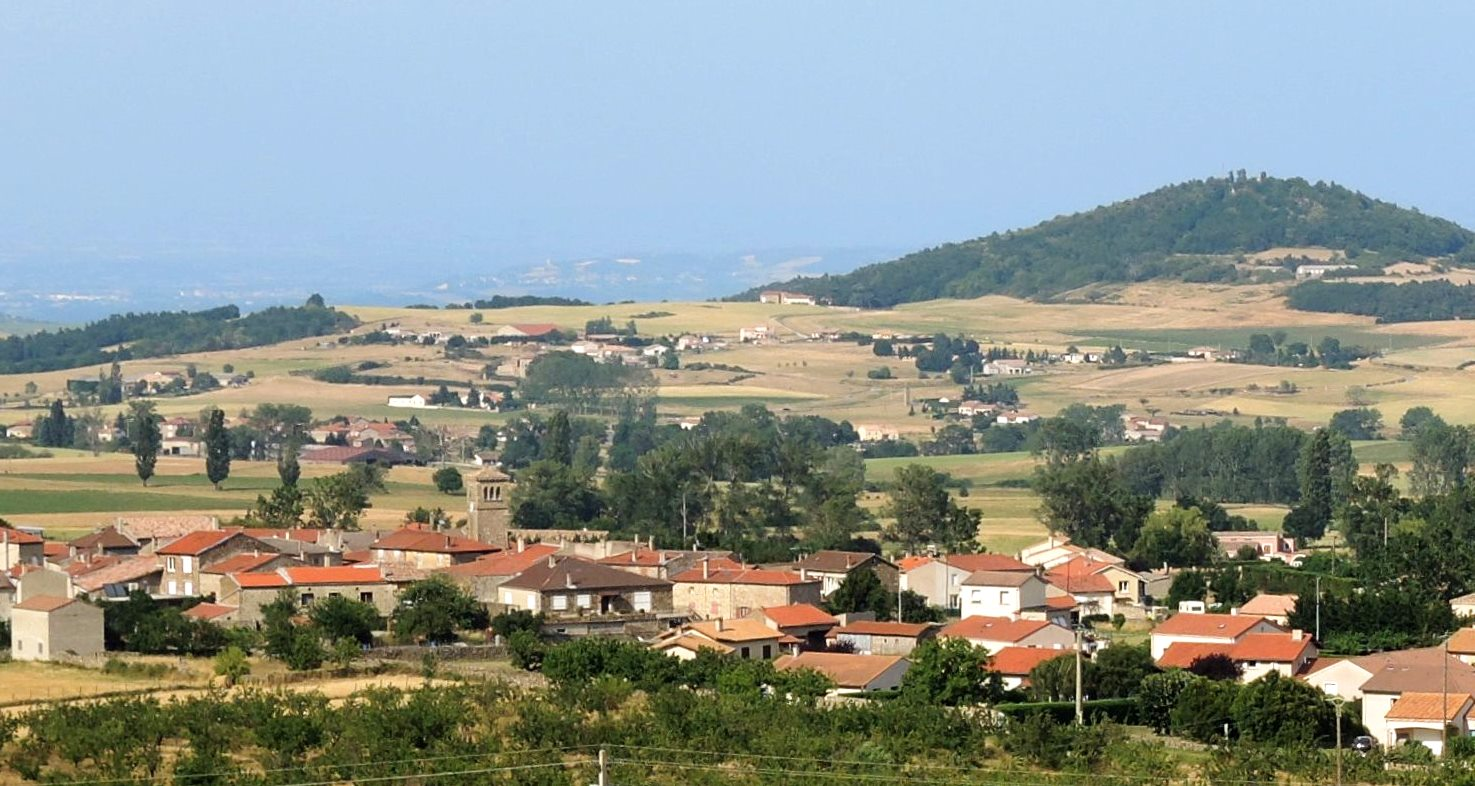
Saint-Jeure-d'Ay
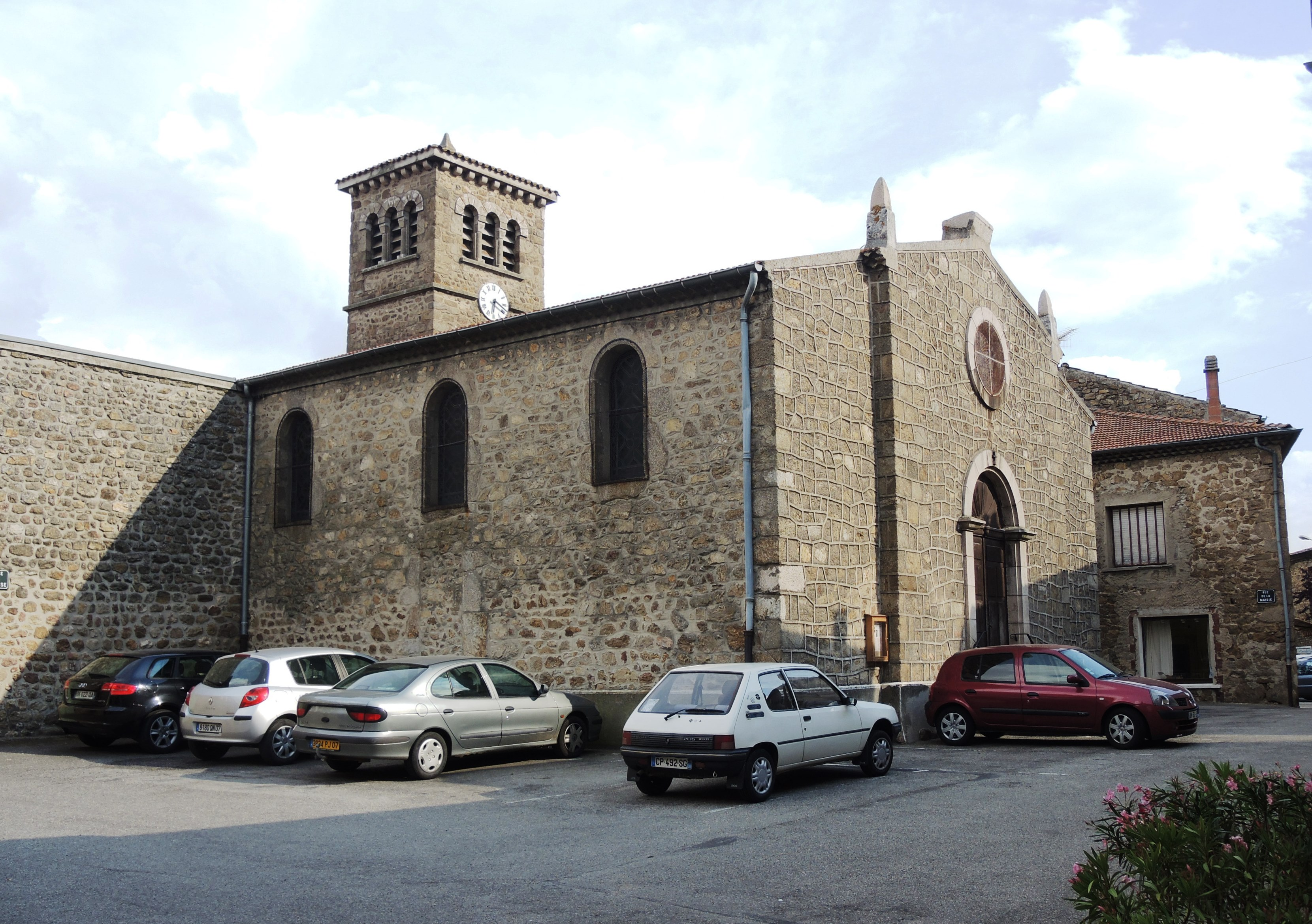
Kerk van Saint-Jeure-d'Ay
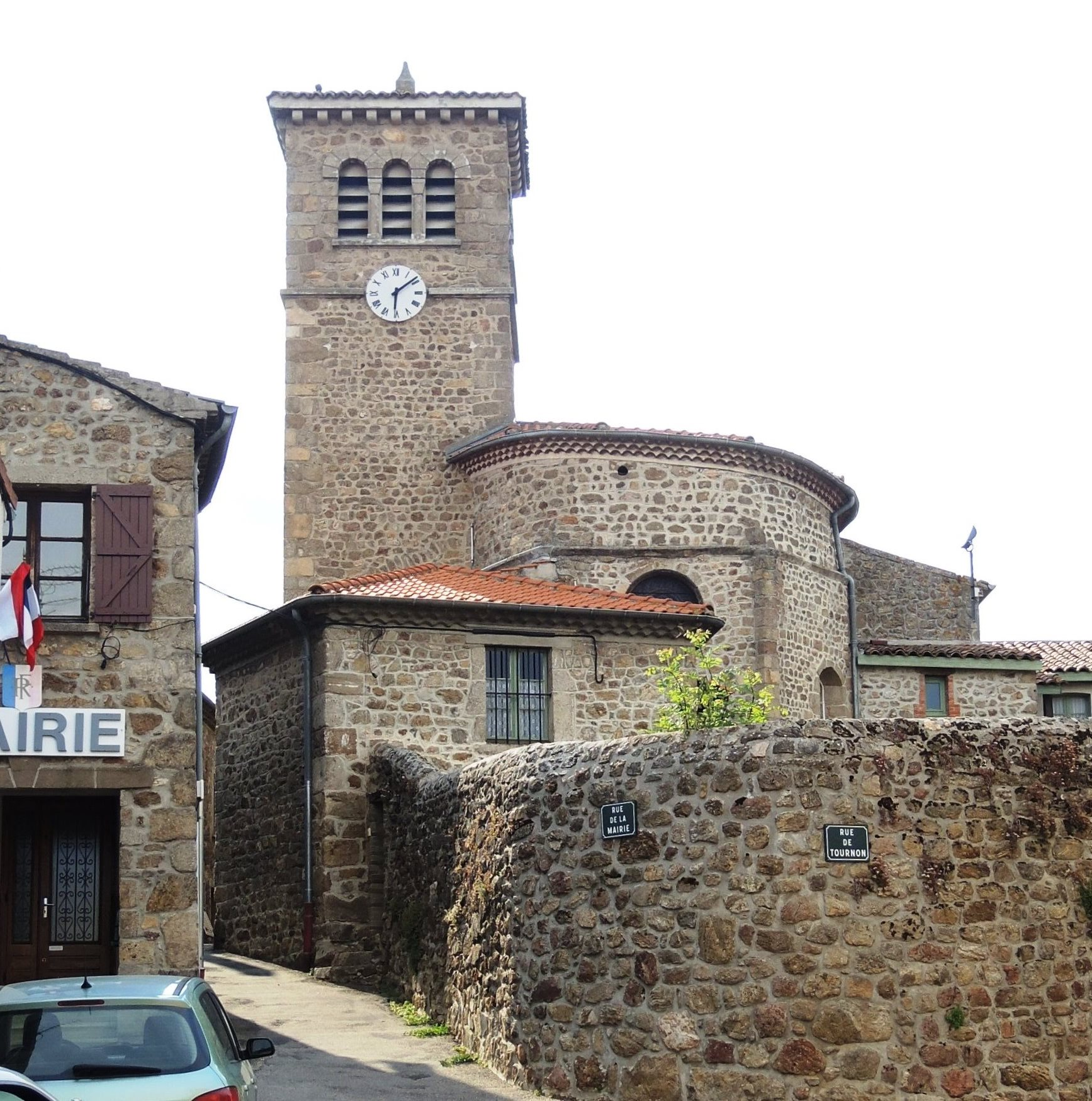
Kerk van Saint-Jeure-d'Ay

## Geografie
De oppervlakte van Saint-Jeure-d'Ay bedraagt 6,9 km², de bevolkingsdichtheid is 55,1 inwoners per km².

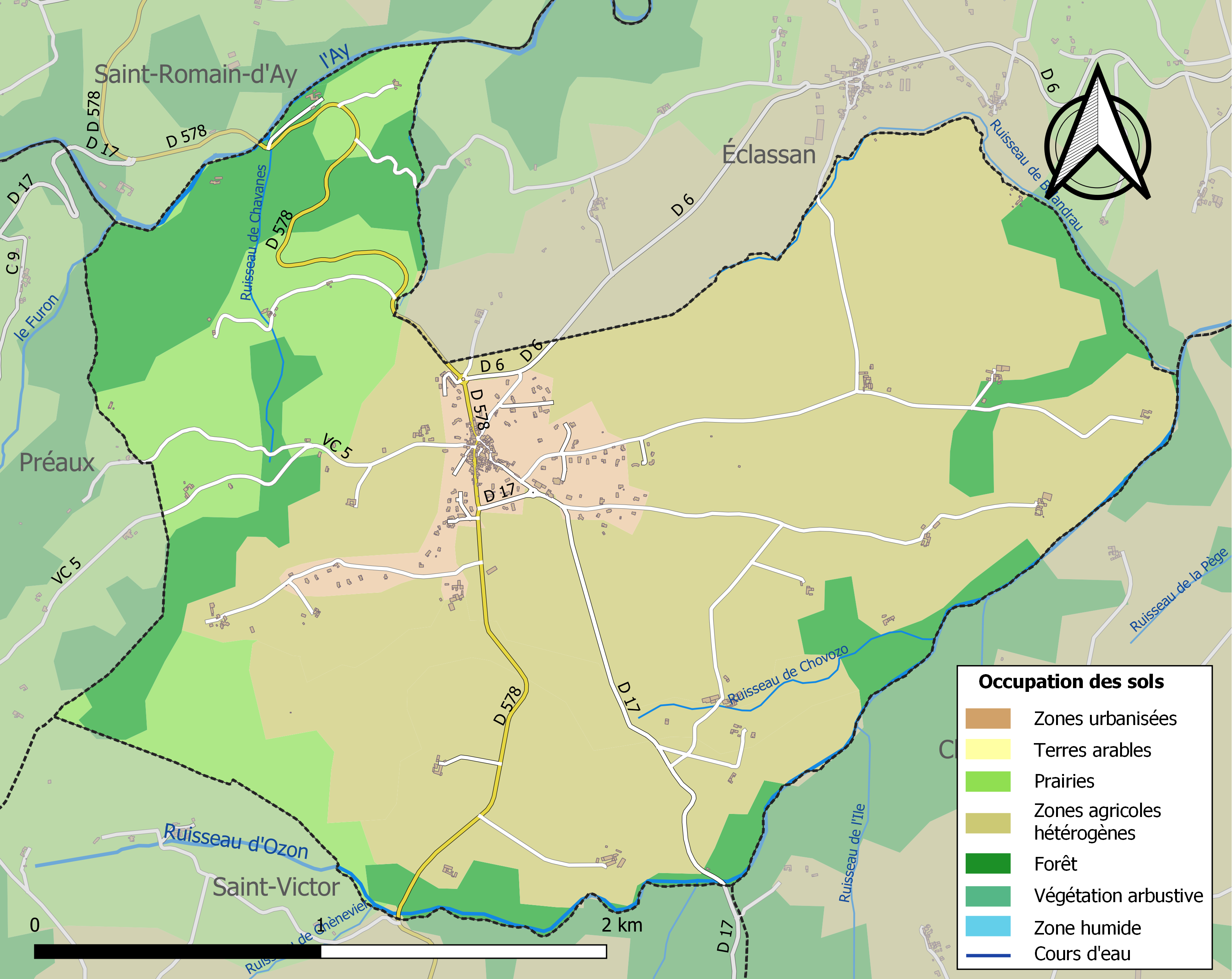
Kaart van de gemeente met belangrijkste infrastructuur, bodemgebruik en omliggende gemeenten

## Demografie
Onderstaande figuur toont het verloop van het inwonertal (bron: INSEE-tellingen).
Vanwege een beveiligingsprobleem met de MediaWiki Graph-software is het momenteel niet mogelijk deze grafiek weer te geven. Zodra de software is bijgewerkt zal de grafiek vanzelf weer zichtbaar worden.